# 小行星5499
小行星5499（英語：5499）是一颗围绕太阳公转的小行星。1981年9月29日，普罗旺斯天文台在上普罗旺斯发现了此天体。
这颗小行星的绝对星等为84.52402074297174等。